# Daisuke Kishio
Daisuke Kishio (岸尾 だいすけ Kishio Daisuke?,  Matsusaka, Prefectura de Mie, 28 de marzo de 1974) es un actor de voz japonés. En junio de 2007, Kishio modificó el kanji de su nombre de 大輔 a だいすけ, pero su pronunciación y romanización permaneció igual. Kishio solía ser miembro de la Tokyo Actor's Consumer's Cooperative Society (Haikyo), y trabajó como actor de voz independiente hasta su posterior contrato con Aoni Production en 2014. 
En la segunda edición de los Seiyū Awards, Kishio fue nominado en la categoría de "Mejor actor principal", "Mejor actor de reparto" y "Mejor personalidad de radio".

## Filmografía

### Anime
Año desconocido
- Atashin'chi - Amigo de Yuzuhiko
- Crayon Shin-chan - Youth, etc
- Doraemon - Judge, Navi-Robot
- Nintama Rantarō - Shige

1996
- Mizuiro Jidai - Miyau Miyauchi

1998
- Weiß Kreuz - Miembro del equipo F

1999
- Sensual Phrase - Mizuki
- Surf Side High-School - Kouhei Nakajima

2000
- Kinda'ichi Case Files - Takeshi Matsuda, Hirokazu Nakano
- Pokémon - Noboru
- Strange Dawn- Miro
- ZOIDS - Van Flyheight

2001
- Beyblade - Bedoro
- Inuyasha - Hakkaku
- Haré+Guu - Wadi
- Star Ocean EX - Chin
- Z.O.E. Dolores,i - Rully

2002
- Detective Conan - Noburou Ikema
- Duel Masters - Kyoushirou Kokujou
- Forza! Hidemaru - Joe
- Happy Lesson - Chitose Hitotose
- Hikaru no Go - Itou
- Pokémon - Saburou
- The Prince of Tennis - Michiru Fukushi

2003
- Ashita no Nadja - Thomas O'Brien
- Astro Boy - Jiro
- Bobobo-bo Bo-bobo - Hatenkou, U-kun, Chuunosuke, Okutopasukaru, Mogura
- D.C. ~Da Capo~ - Suginami
- Happy Lesson Advance - Chitose Hitotose
- MegaMan NT Warrior - Gyroman, Tomoharu
- Mermaid Melody: Pichi Pichi Pitch - Kaito Doumoto / Kaito / Gakuto
- Mugen Senki Portriss - Multi Cocopa
- Nanaka 6/17 - Yoshida
- Stellvia of the Universe - Kent Austin

2004
- Azusa, Otetsudai Shimasu! - Wataru Hanashima
- Battle B-Daman - Enju
- Duel Masters Charge - Kyoushirou Kokujou
- Final Approach - Ryou Mizuhara
- Futari wa Pretty Cure - Shougo Fujimura (Fuji-P)
- MegaMan NT Warrior (Stream) - Gyroman
- Mermaid Melody: Pichi Pichi Pitch Pure - Kaito Doumoto / Kaito / Gakuto
- Pokémon: Advanced Generation - Satoru
- School Rumble - Kyousuke Imadori
- Transformer: Superlink - Chad "Kicker" Jones
- Zoids Fuzors - Doug

2005
- Battle B-Daman: Fire Spirits - Enju
- Black Jack - Big Mask
- Bleach - Hinagiku
- Cluster Edge - Fon Aina Sulfur
- D.C.S.S. ~Da Capo~ Second Season - Suginami
- Dave the Barbarian - Dave
- Futari wa Pretty Cure Max Heart - Shougo Fujimura (Fuji-P)
- Gaiking - Noza (Darius Shitennou)
- Gunparade Orchestra - Yuki Makihara
- Happy Seven - Kouji
- Izumo: Takeki Tsurugi no Senki - Gakutsuchi
- Karin - Shineitai A
- Oku-sama wa Mahō Shōjo: Bewitched Agnes - Tatsumi Kagura
- Pokémon: Advanced Generation -

2006
- Binbō Shimai Monogatari - Masao Ichinokura
- Demashita! Powerpuff Girls Z - Takaaki
- Hapiraki Bikkuriman - Hansei Shitennou, Oomedama, Shunsuke
- Hell Girl - Kei Takada
- Kamisama Kazoku - Samatarou Kamiyama
- Kiniro no Corda ~primo passo~ - Azuma Yunoki
- One Piece - Iceburg (Joven)
- Robotboy - bjorn bjornson
- School Rumble Ni Gakki - Kyousuke Imadori/Joven Imadori
- Tama and Friends - Pochi
- Tokimeki Memorial Only Love - Ryuichi Yagen
- Yoake Mae yori Ruri Iro na - Jin Takamizawa

2007
- AYAKASHI - Yuu Kusaka
- Bleach - Luppi
- D.C. II: Da Capo II - Suginami
- Dennou Coil - 4423 / Nobuhiko
- Dōjin Work - Ryuuichirou Hoshi
- Duel Masters Zero - Kyoushirou Kokujou
- Heroic Age - Mereagros E Laitsa Altoria Oz Yunos
- Hitohira - Kai Nishida
- Kateikyoushi no Onee-san - Touya Sakura
- Ookiku Furikabutte - Aoi and Ryou (Twins), Miyagawa

2008
- D.C. II: Da Capo II Second Season - Suginami
- D.Gray-man - Howard Link
- Gunslinger Girl -Il Teatrino- - Pinocchio
- Junjou Romantica - Shinobu Takatsuki
- Junjou Romantica 2 - Shinobu Takatsuki
- Robotboy - Bjorn Bjornson
- Rosario + Vampire - Tsukune Aono y Kuyō
- Rosario + Vampire CAPU2 - Tsukune Aono
- To Aru Majutsu no Index - Unabara Mitsuki / Etzali
- Tytania - Jouslain Tytania
- Vampire Knight - Kaname Kuran
- Vampire Knight Guilty - Kaname Kuran
- Barnyard - Duke, el perro

2009
- 07 Ghost - Konatsu Warren
- Cross Game- Keiichirō Senda

2010
- Tegami Bachi-Zazie
- Tegami Bachi Reverse-Zazie
- To Aru Majutsu no Index - Unabara Mitsuki / Etzali

2011
- Hunter X Hunter (2011)-Hanzo

2012
- Kamisama Hajimemashita - Shinjiro Kurama

2014
- Sailor Moon Crystal - Jadeite
- Nyanpire - Nyanpire (episodio 7)

2015
- Sailor Moon Crystal - Jadeite
- Diabolik Lovers - Azusa Mukami
- Junjou Romantica 3 - Shinobu Takatsuki
- Makura no Danshi - Yonaga Chigiri

2016
- One Piece - Vito
- Dragon Ball Super - Cabbe
- Nobunaga no Shinobi - Asakura Yoshikage
- Yowamushi Pedal-Teshima Junta
- Nanbaka - Elf

2017
- Dragon Ball Super - Cabbe / Bollarator
- Keppeki Danshi! Aoyama-kun - Hikaru Tada
- Nobunaga no Shinobi: Ise Kanegasaki-hen - Asakura Yoshikage

2018
- Tokyo Ghoul: re - Nimura Furuta

2019
- Beastars - Louis

### OVA
- Futari no Joe - Joe Akamine
- Happy Lesson THE FINAL - Chitose Hitotose
- Haré+Guu series - Wadi
  - Haré+Guu DELUXE
  - Haré+Guu FINAL
- Memories Off 5 Togireta Film THE ANIMATION - Shūji Ozu
- Vulgar Ghost Daydream - Mitsuru Fujiwara
- School Rumble San Gakki - Kyosuke Imadori
- Diabolik Lovers - Azusa Mukami
- Junjou Romantica - Shinobu Takatsuki